# Katie Mattera
Katharen Ruth Mattera (* 17. November 1982 in Grand Rapids, Michigan als Katharen Ruth Feenstra) ist eine ehemalige US-amerikanische Basketballspielerin. Zuletzt spielte sie in der Saison 2009 für die San Antonio Silver Stars in der Women’s National Basketball Association (WNBA) als Center.

## Karriere

### College
Katie Mattera spielte unter ihrem Geburtsnamen Feenstra als Center bis 2005 für das Damen-Basketballteam der Liberty University. In dieser Zeit wurde sie drei Mal zur Big South Conference Player of the Year ernannt. Feenstra war die größte Spielerin in der Geschichte von der Liberty University und der Big South Conference.

### Women’s National Basketball Association
Feenstra wurde im WNBA Draft 2005 von den Connecticut Sun an der achten Stelle ausgewählt. Kurz darauf wurde sie nach San Antonio für Margo Dydek transferiert. Nach ihrer ersten Saison für die Silver Stars wurde sie am 14. September 2005 ins 2005 All-Rookie-Team gewählt. Auch im Jahr 2006 bestritt sie alle Partien für die Silver Stars, aber ihre Einsatzzeit reduzierte sich.
Am 22. Februar 2007 wurde sie zu den Detroit Shock für Ruth Riley transferiert. Feenstra spielte nur eine Saison für Detroit, denn in der Saison 2008 traten die Atlanta Dream der WNBA bei. Im Expansion Draft im Rahmen des WNBA Draft 2008 entschied sich Atlanta unter anderem für Feenstra, die somit in der Saison 2008 für die Atlanta Dream spielte. In der Saison 2009 spielte sie nach ihrer Heirat unter dem aktuellen Namen für die San Antonio Silver Stars und Chicago Sky. Nachdem sie in Atlanta zumindest viermal in der Startformation stand, wurde sie 2009 nur noch als Einwechselspielerin genutzt. Dabei reduzierten sich ihre Einsatzzeiten und die meisten statistischen Werte weiter. 2010 wechselte sie zu den New York Liberty, kam aber dort nie zum Einsatz.